# Assos

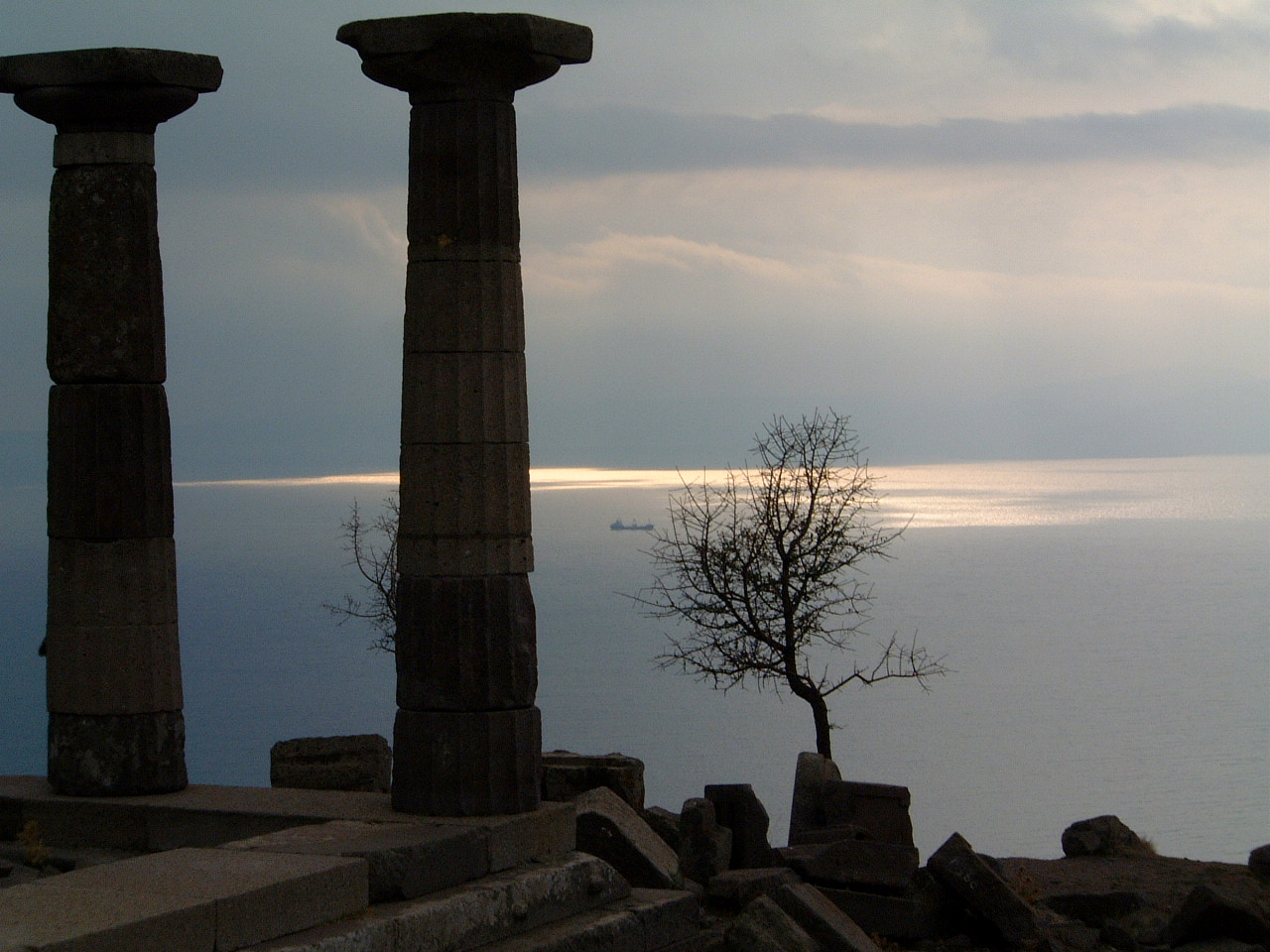
Świątynia Ateny w Assos

Assos (gr. Άσσος) – starożytne miasto greckie w północno-zachodniej Azji Mniejszej, na terenie Troady, obecnie w tureckiej prowincji Çanakkale. Współcześnie na jego terenie znajduje się wieś Behramkale. Ojczyzna filozofa stoickiego Kleantesa.

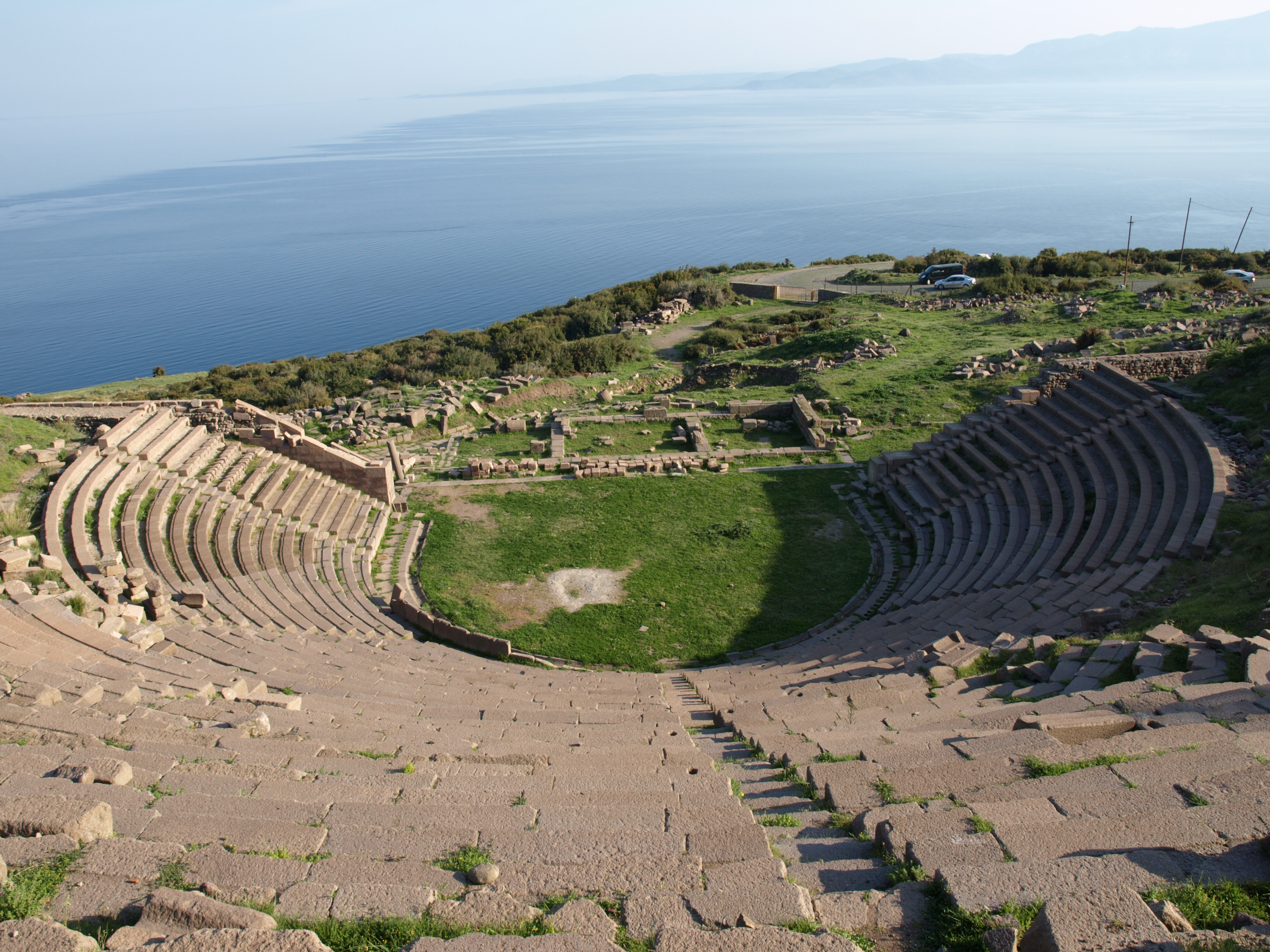
Teatr w Assos

Założone w VII wieku p.n.e. przez eolskich kolonistów z Mithymny na wyspie Lesbos. Na początku VI wieku p.n.e. podbite przez Lidię, a po jej upadku w 546 p.n.e. weszło w skład imperium perskiego. Odzyskało niezależność w trakcie wojen grecko-perskich i wstąpiło do Ateńskiego Związku Morskiego. W połowie IV wieku p.n.e. miastem władał eunuch Hermias, który zapragnął utworzyć w Assos szkołę filozoficzną. Na jego zaproszenie w latach 348-345 p.n.e. gościł w Assos Arystoteles, poślubiając pasierbicę Hermiasa. W 345 p.n.e. miasto zostało ponownie zajęte przez Persów, którzy władali nim aż do podbicia Azji Mniejszej przez Aleksandra Wielkiego. W epoce hellenistycznej wchodziło w skład monarchii Seleucydów, królestwa Pergamonu i od 133 p.n.e. państwa rzymskiego. Według Dziejów Apostolskich (Dz 20,13-14) Assos odwiedził św. Paweł podczas swojej trzeciej podróży misyjnej.
Ruiny miasta zostały odkryte podczas prac przeprowadzonych przez amerykańskich archeologów w latach 1881-1883. Kolejne prace przeprowadziła na początku lat 80. XX wieku międzynarodowa ekipa pod kierunkiem tureckiego archeologa Ümita Serdaroğlu. Wzniesione na wzgórzu o wysokości 284 m Assos należy do najlepiej zachowanych miast starożytnych. Zajmujące obszar 55 ha miasto otoczone jest pochodzącymi z okresu hellenistycznego warownymi murami o wysokości 14 m i łącznej długości ponad 3 kilometrów. Poza murami ulokowana była nekropolia. W obrębie miasta zachowały się m.in. dorycka świątynia ku czci Ateny z VI wieku p.n.e., agora z dwoma portykami, gimnazjon i teatr. W Assos znajduje się także XIV-wieczny meczet, częściowo zbudowany na bazie bizantyjskiego kościoła z VI wieku.